# 李一元 (嘉靖進士)
李一元（1518年—1572年），字調卿，號陶山，直隸池州府建德縣人，匠籍，明朝政治人物。

## 生平
嘉靖十六年（1537年）丁酉科應天府鄉試第三十三名舉人。嘉靖二十六年（1547年）中式丁未科會試第二百十五名，登第二甲第七十四名進士。刑部觀政，二十七年任開州知州，升南京户部员外郎，曾官浙江金華府知府。历官河南提学副使、江西布政使司左参政，四十五年三月升太仆寺少卿，隆慶元年（1567年）四月升鸿胪寺卿，十一月升太仆寺卿，二年二月升通政使司通政使，三年十二月升南京刑部右侍郎，四年七月改任兵部右侍郎兼都察院右佥都御史、巡抚江西，五年三月南京科道論劾，降一级调外任，因自称疾笃，不敢复玷班行，乞赐罢免，疏入，皇帝以为怨望渎扰，七月黜为民。万历元年（1573年）以撫臣张佳胤奏，得复职，賜祭葬。

## 家族
曾祖李源；祖父李祐，恩例冠帶；父李希周，監生。母柯氏。严侍下；弟李一夔、李一貫、李一中、李一新、李一策。